# Club Sportif Gravenchonnais
El Club Sportif Gravenchonnais es un equipo de baloncesto francés con sede en la ciudad de Notre-Dame-de-Gravenchon, que compite en la NM2, la cuarta competición de su país. Disputa sus partidos en la Salle Michel Comont.

## Posiciones en liga
- 2013 - (3-NM3)
- 2014 - (1-NM3)
- 2015 - (11-NM2)
- 2016 - (7-NM2)
- 2017 - (7-NM2)
- 2018 - (11-NM2)
- 2019 - (10-NM2)
- 2020 - (9-NM2)
- 2021 - (9-NM2)
- 2022 - (5-NM2)

## Palmarés
- Primero Grupo G NM3 - 2014